# Felipe Díaz Garibay
Felipe Díaz Garibay (23 de julio de 1961) es un político mexicano, miembro del Partido Acción Nacional, fue diputado federal de 2006 a 2009.
Felipe Díaz Garibay es Licenciado en Administración Pública y Ciencia Política, y tiene una Maestría en Relaciones Internacionales y una Maestría en Administración Pública, su primera actividad política fue como secretario de la senadora Silvia Hernández en 1982, posteriormente fue Jefe de Estudios Informativos de Medios Electrónicos de la Procuraduría General de la República, y luego Subdirector de Relaciones Públicas de la Procuraduría de Justicia del Distrito Federal y asesor del Tesorero del Departamento del Distrito Federal. En 1991 fue designado Vocal Ejecutivo del Instituto Federal Electoral en el XI Distrito Electoral Federal de Michoacán; en 1995 fue candidato del PAN a Presidente Municipal de Venustiano Carranza, Michoacán, no habiendo obtenido el triunfo.
De 2000 a 2004 fue jefe de Comunicación Organizacional de la Secretaría de Seguridad Pública y en 2006 fue candidato del PAN a diputado federal por el Distrito 4 de Michoacán, resultado electo para la LX Legislatura para el periodo que concluye en 2012, fungiendo como miembro de las comisiones de Asuntos Indígenas y de Relaciones Exteriores.